# Kompensowanie sald
Kompensowanie sald (ang. netting) – oznacza przekształcenie w jedną należność netto lub jedno zobowiązanie netto należności i zobowiązań stron.
W przypadku wystąpienia zdarzenia uprawniającego do egzekwowania terminy wymagalności zobowiązań stron zostają przyspieszone w taki sposób, że stają się one natychmiast wymagalne lub są rozwiązywane, a w każdym przypadku są przekształcane w jedno roszczenie netto lub zastępowane jednym roszczeniem netto.